# Objaw Franceschettiego
Objaw Franceschettiego (zwany także objawem palcowo-ocznym, ang. Franceschetti-Leber phenomenon, oculo-digital phenomenon) – polega na uciskaniu przez niemowlę pięścią lub kciukami gałek ocznych. Występuje u dzieci niewidzących.
Objaw jako pierwszy opisał Theodor Leber w roku 1877, ale dokładny jego opis i termin "objaw palcowo-oczny" (fr. "phénomene digito-oculaire") podał dopiero szwajcarski okulista Adolphe Franceschetti (1896-1968) w 1939 roku.